# Starostín

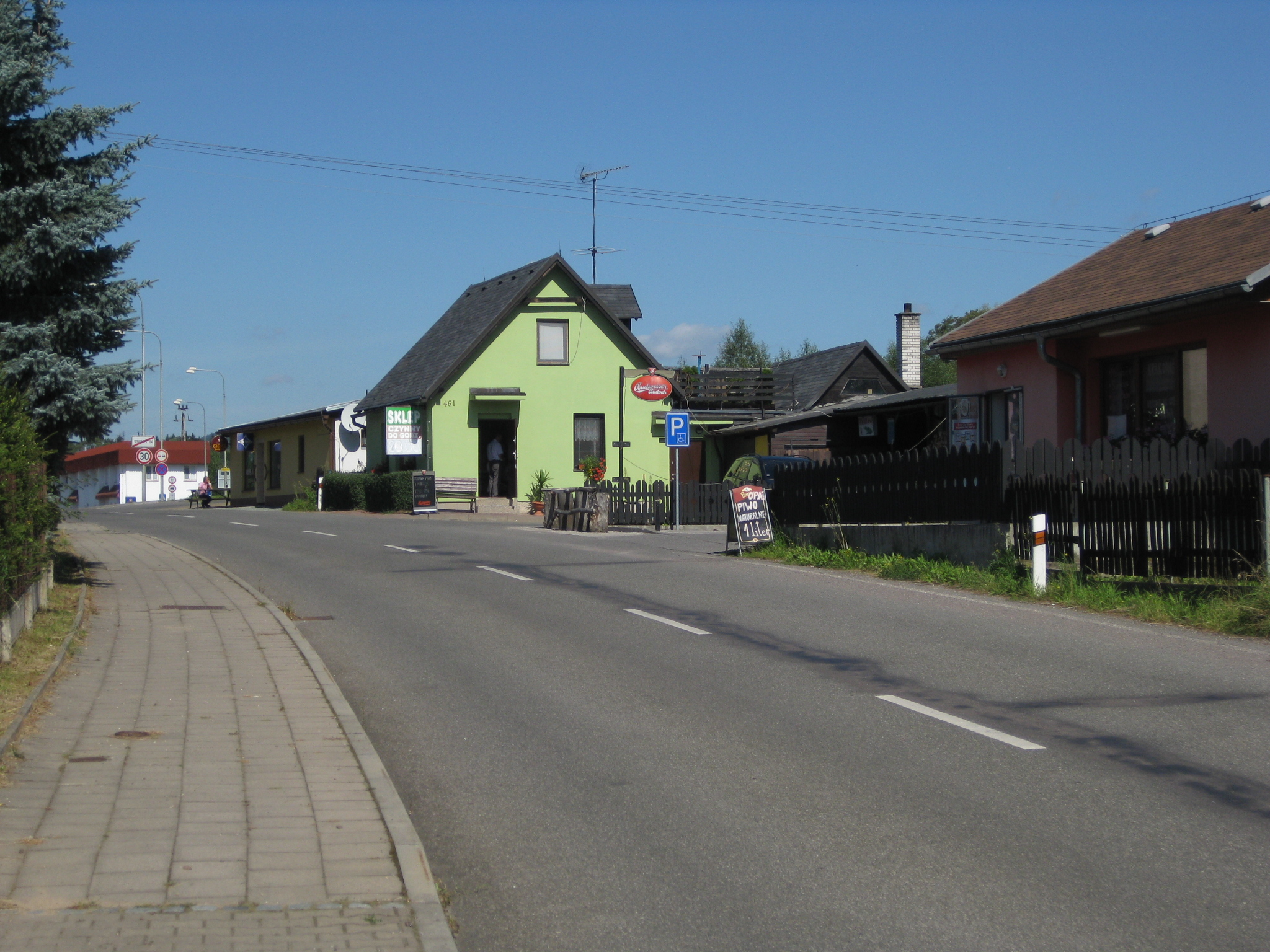
Hauptstraße, im Hintergrund der Grenzübergang nach Golińsk

Starostín (deutsch Neusorge) ist ein Ortsteil der Stadt Meziměstí in Tschechien. Er liegt anderthalb Kilometer nordwestlich von Meziměstí an der tschechisch-polnischen Grenze und gehört zum Okres Náchod.

## Geographie
Starostín befindet sich linksseitig der Stěnava (Steine) in der Broumovská kotlina (Braunauer Becken) und wird vom Bach Starostínský potok durchflossen. Durch das Dorf führt die Staatsstraße II/302 von Broumov, die vom Grenzübergang Starostín / Golińsk (Göhlenau) als DK 35 in die polnische Stadt Mieroszów (Friedland) fortführt. Am westlichen und südlichen Ortsrand verläuft die Bahnstrecke Wałbrzych Szczawienko–Meziměstí. Westlich erheben sich die Buková hora (Buche, 638 m n.m.) und die Lipowa (Lindenberg, 513 m n.p.m), im Nordwesten die Mirošovské stěny (Braunischgraben, 665 m n.m.) und der Junak (Wachtberg, 523 m n.p.m).
Nachbarorte sind Nowe Siodło und Šestidomí (Sechshäuser) im Norden, Vižňov im Nordosten, Ruprechtice im Osten, Meziměstí im Südosten, Vernéřovice im Süden, Horní Teplice, Bučnice und Dolní Adršpach im Südwesten, Zdoňov im Westen sowie Golińsk und Mieroszów im Nordwesten.

## Geschichte
Neusorge wurde 1560 durch den Braunauer Abt Johann III. von Chotow an der Grenze der Stiftsherrschaft Braunau zur schlesischen Herrschaft Friedland an der Friedländer Straße auf Wiesener Gründen angelegt und dem Wiesener Gericht zugeteilt. Nachdem der größte Teil Schlesiens nach dem Ersten Schlesischen Krieg 1742 an Preußen gefallen war, lag Neusorge unmittelbar an der österreichisch-preußischen Grenze.
Im Jahre 1833 bestand das im Königgrätzer Kreis gelegene Dorf Neusorge aus 40 Häusern, in denen 269 Personen lebten. Haupterwerbsquelle bildete die Spinnerei und Weberei. Im Ort gab es ein k.k. Grenzzollamt und ein Wirtshaus. Neusorge war nach Wiesen eingeschult; Pfarrort war Wernersdorf. Bis zur Mitte des 19. Jahrhunderts blieb das Dorf der Stiftsherrschaft Braunau untertänig.
Nach der Aufhebung der Patrimonialherrschaften bildete Neusorge/Starostín ab 1849 einen Ortsteil der Gemeinde Wiesen/Višeňov im Gerichtsbezirk Braunau. 1868 wurde Neusorge dem Bezirk Braunau zugeordnet. Im Jahre 1873 lösten sich Neusorgeund Halbstadt von Wiesen los und bildeten die Gemeinde Halbstadt.
Nachdem der k.k privilegierte österreichische Staatseisenbahn-Gesellschaft 1872 die Bau- und Betriebserlaubnis für eine Eisenbahn von Chotzen nach Neusorge mit Anschlüssen nach Neurode und nach Waldenburg erteilt worden war, wurde bei Halbstadt ein Eisenbahnknotenpunkt hergestellt. 1877 fuhr der erste Zug auf der Bahnstrecke nach Fellhammer und Niedersalzbrunn an Neusorge vorbei, einen Haltepunkt erhielt Neusorge aber nicht. Die Eisenbahn gab der Industrialisierung der Gegend einen großen Aufschwung, zugleich kam die Hausweberei gänzlich zum Erliegen. 1885 hatte Neusorge 259 Einwohner, darunter waren 251 Deutsche und zwei Tschechen. Im Jahre 1913 lebten 346 Personen in Neusorge. Nach der Gründung der Tschechoslowakei wurde Starostín als amtlicher tschechischer Ortsname eingeführt. Mit 365 Einwohnern, darunter 330 Deutschen und 19 Tschechen erreichte Neusorge 1920 seine höchste Bevölkerungszahl. Zehn Jahre später hatte das Dorf 310 Einwohner. Nach dem Münchner Abkommen wurde Neusorge im Herbst 1938 dem Deutschen Reich zugeschlagen und gehörte bis 1945 zum Landkreis Braunau. Nach dem Ende des Zweiten Weltkrieges kam Starostín zur Tschechoslowakei zurück und die deutsche Bevölkerung wurde vertrieben. Im Zuge der Gebietsreform von 1960 erfolgte die Aufhebung des Okres Broumov, seitdem gehört Starostín zum Okres Náchod. 1991 hatte Starostín 101 Einwohner. Im Jahre 2001 bestand das Dorf aus 37 Wohnhäusern und hatte 84 Einwohner.

## Ortsgliederung
Zu Starostín gehört die Ansiedlung Šestidomí (Sechshäuser, früher Oberhäuser).
Der Ortsteil ist Teil des Katastralbezirkes Meziměstí.

## Sehenswürdigkeiten
- Denkmalgeschützte Gehöfte Nr. 157 und 169
- Historischer Grenzstein